# Дастур
Дастур — зороастрийский священнослужитель высокого ранга, мобед, замещающий высший священнический чин в провинции с несколькими храмами огня.
Дастур выбирается собранием мобедов провинции из числа мобедов и утверждается мобедан мобедом. Дастур возглавляет религиозное сообщество провинции и имеет право давать обязательные к исполнению указания в социальной сфере (датик). В случае, если в одной провинции несколько храмов Аташ Варахрам, в ней может быть несколько дастуров, из которых выбирается главный дастур (сар-мобед).